# Jianchangornis microdonta
Jianchangornis microdonta — вид викопних птахів, що мешкав у крейдяному періоді (120 млн років тому). Скам'янілі рештки знайдені у пластах формації Jiufotang у провінції Ляонін, Китай.

## Опис
Голотип (під номером IVPP V16708) складається з майже повного кістяка . Довжина черепа джінхангорніса близько 5 см, довжина тіла — 30 см (без пір'яного покриву), а розмах крил — близько 55 см.
Цей птах відрізняється від інших відомих Euornithes по таких ознаках: 16 дрібних і конічних зубів в зубній кістці, вельми крива лопатка, перша метакарпалія потужна і більш широка, ніж інші метакарпалії, довгий перший палець, що виходить за межі дистальної частини другої метакарпалії. Прогресивні особливості грудного поясу, грудини і крил говорять про гарну приспособленість до польоту, а пропорції кісток задніх лап і пальців ніг, морфологія кігтів, передбачають наземне пересування.